# Ваља Холхориј (Алба)
Ваља Холхориј (рум. Valea Holhorii) насеље је у Румунији у округу Алба у општини Лупша. Општина се налази на надморској висини од 707 m.

## Становништво
Према подацима из 2002. године у насељу је живело 35 становника, од којих су сви румунске националности.